# Fine mrtve djevojke (2002.)
Fine mrtve djevojke je hrvatski igrani film Dalibora Matanića iz 2002.

## Radnja
Dvije zaljubljene djevojke, studentica Iva (Olga Pakalović) i sportašica Marija (Nina Violić), unajmljuju stan u jednoj zagrebačkoj zgradi sretne jer su ostvarile san o svom mirnom, skrivenom kutku... Ispod njih žive gazdarica Olga (Inge Appelt), njezin povučeni suprug Blaž (Ivica Vidović) i sin Danijel (Krešimir Mikić), koji želi zavesti Ivu. Bezobzirna Olga daje otkaz djevojkama čim dozna da su lezbijke, a Danijel siluje Ivu...

## Nagrade
- 49. Pula film festival:
  - Grand prix žirija - Velika zlatna arena za najbolji film
  - Zlatna arena za režiju
  - Nagrada kritičara Oktavijan za najbolji film
  - Nagrada publike Zlatna vrata Pule za najbolji film
  - Zlatna arena za najbolju produkciju
  - Zlatna arena za mušku epizodnu ulogu (Ivica Vidović)
  - Zlatna arena za žensku epizodnu ulogu (Olga Pakalović)
- Specijalna nagrada žirija - Sochi IFF
- Grand Prix mladog žirija - Cinema tout Ecran, Geneve
- Hrvatski kandidat za nagradu Oscar

## Kritike
Nenad Polimac je u recenziji napisao da je to „najbolji hrvatski film od Maršala”:
„...uvjerljivost tog iznimnog ostvarenja – najdojmljivijeg u hrvatskom filmu nakon “Maršala” Vinka Brešana – upravo je u realističnom prikazu središnjeg odnosa dviju glavnih junakinja. Matanićev je film pritom i izvrsno režiran, a zbog vrlo atraktivnog widescreen formata i fotografije živih boja doima se kao da je ponikao iz neke druge, recimo, španjolske kinematografije. S potonjom ga filmskom sredinom veže i osjećaj za makabrično (tri smrti i niz ozljeda ljudskog tijela), autor je očito gledao i “Susjede” Alexa de la Iglesie, a u spretnom spoju društvene kritičnosti i filmofilske upućenosti kao da se podsjećamo na ranog Fassbindera. Ipak, i uz sve usporedbe i svjesne citate, “Fine mrtve djevojke” su punokrvni original koji će imati zasluženo velik odjek u domaćim kinima i popriličan odjek na međunarodnoj festivalskoj sceni”

## Vanjske poveznice
- Fine mrtve djevojke u internetskoj bazi filmova IMDb-a
- Fine mrtve djevojke  Arhivirana inačica izvorne stranice od 11. travnja 2010. (Wayback Machine) na Filmski.net